# Benny Faccone
Benny Faccone es ingeniero de audio, ingeniero de mezcla y productor discográfico conocido por su trabajo con Ricky Martin, Santana, Luis Miguel, Maná y Marco Antonio Solís. Ha ganado 5 premios Grammy y 12 premios Grammy Latinos.

## Biografía
Faccone nació en Italia y se crio en Canadá. Recibió un título de composición del Berklee College of Music. Después de graduarse, comenzó a trabajar en la industria discográfica en Montreal y luego se mudó a Los Ángeles en 1980, donde se convirtió en ingeniero en A&M Records. Mientras realizaba mezclas para la banda Menudo, Faccone conoció a Draco Rosa, miembro de la boy band puertorriqueña y con quien continuó trabajando durante las siguientes décadas. En 1986, Faccone se convirtió en ingeniero independiente.
Faccone posee los estudios «The Cavern» en Thousand Oaks, California. Llamó al estudio después como Cavern Club en Liverpool, donde The Beatles tocaron durante sus primeros años de carrera. También es profesor en la Universidad Luterana de California.